# Katrina and the Waves
Katrina and the Waves je glasbena skupina, ki je bila ustanovljena leta 1983. Najbolj poznana je po uspešnici iz leta 1983 Walking on Sunshine ter po zmagi na Pesmi Evrovizije 1997 s pesmijo Love Shine a Light.
Evrovizijska zmagovalna pesem Love Shine a Light je postala največja uspešnica te skupine v Združenem kraljestvu in se je povzpela na 3. mesto glasbenih lestvic.
Leta 1998 je Katrina Leskanich zaradi sporov zapustila skupino in preostali člani so poskušali poiskati novo pevko, a so se leta 1999 razšli in nadaljevali s samostojnimi karierami.

## Člani
- Katrina Leskanich  – vokal, ritem kitara
- Kimberley Rew  – kitara
- Alex Cooper – bobni
- Vince de la Cruz – bas kitara

## Diskografija

### Albumi
- Shock Horror (1982) (pod imenom The Waves)
- Walking on Sunshine (1983)
- Katrina and the Waves 2 (1984)
- Katrina and the Waves (1985) #28 na britanskih lestvicah
- Waves (1986) #25 ZDA, #70 VB
- Break of Hearts (1989) #122 ZDA*
- Pet The Tiger (1991)
- Edge of the Land (1993)
- Turnaround (1994)
- Walk on Water (1997)

### Kompilacije
- Roses (1995) (izdano v Kanadi – pesmi iz albumov Edge of the Land in Turnaround)
- Katrina and the Waves/Waves (1996)
- Walking on Sunshine – Greatest Hits (1997)
- The Original Recordings – 1983–1984 (2003)

### Singli
- Nightmare (1982) (pod imenom The Waves)
- Brown Eyed Son (1982) (pod imenom The Waves)
- Que Te Quiero (1983) #84 VB
- Plastic Man (1984)
- Walking on Sunshine (1985) #8 VB, #4 AUS, #3 CAN, #20 NZ, #9 ZDA
- Do You Want Crying (1985) #96 VB, #29 CAN, #37 ZDA
- Que Te Quiero (nova priredba) (1984) #71 ZDA
- Is That It (1986) #82 VB, #33 CAN, #70 ZDA
- Sun Street (1986) #22 VB
- That's the Way (1989) #84 VB, #35 CAN, #50 NZ, #16 ZDA
- Rock 'N' Roll Girl (1989) #93 VB
- Walking on Sunshine (ponovna izdaja) (1996) #53 VB
- Love Shine a Light (1997) #3 VB
- Walk On Water (1997)
- Walking on Sunshine (ponovna izdaja ob 25. obletnici) (2010) #194 VB